# Albert von Maybach

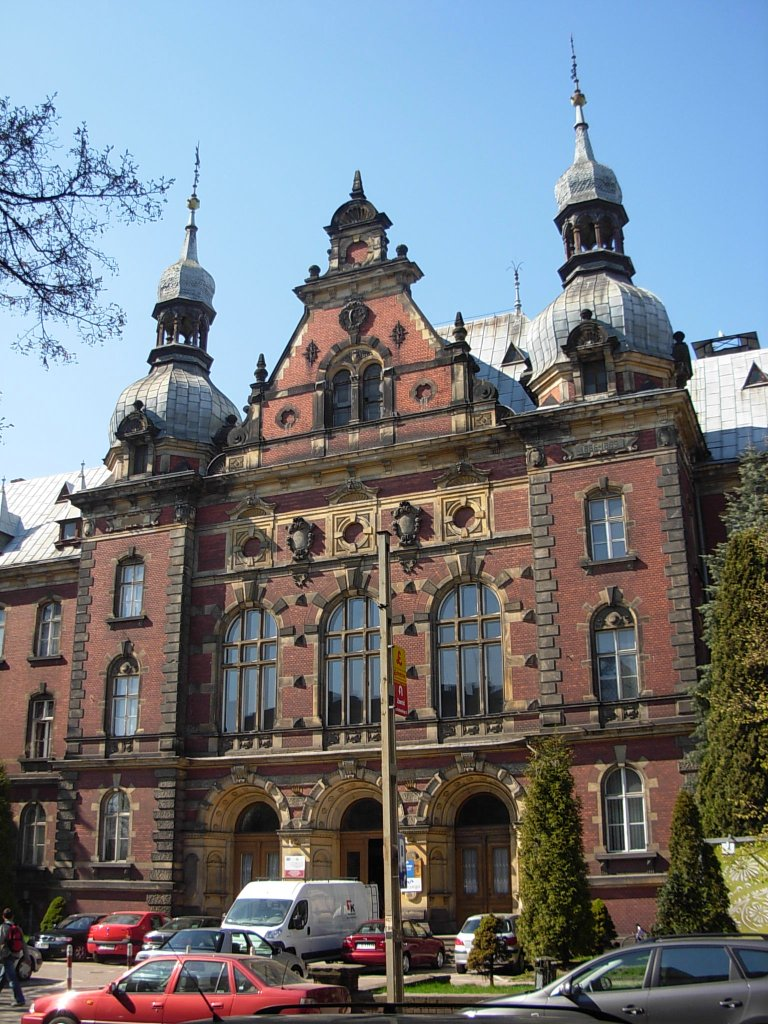
Dyrekcja Kolei Wschodniej w Bydgoszczy, gdzie Albert von Maybach urzędował w latach 1863–1867 (budynek Dyrekcji widoczny na zdjęciu wzniesiono 22 lata później)

Albert von Maybach (ur. 29 listopada 1822 w Werne, zm. 21 stycznia 1904 w Berlinie) – minister w rządzie pruskim i poseł do sejmu pruskiego, Honorowy Obywatel Bydgoszczy.

## Życiorys
Był synem Friedricha Maybacha, burmistrza Werne i Heleny z domu Homan. Uczęszczał do królewskiego gimnazjum w Recklinghausen. Po jego ukończeniu odbył studia prawnicze. Karierę zawodową rozpoczął w sądownictwie. W 1845 objął stanowisko sędziego powiatowego w Hamm. Wkrótce jednak w 1854 przeszedł do administracji kolejowej, gdzie pracował do końca swojej aktywności zawodowej. 
Na przełomie 1855-1856 objął funkcję szefa dyrekcji kolei we Wrocławiu. Dalszym etapem zawodowej kariery Maybacha była praca w Ministerstwie Handlu, gdzie od 1858 pełnił funkcję doradcy w sprawach kolejowych. W 1863 związał swoje losy z Bydgoszczą, gdzie powierzono mu kierownictwo miejscowej Dyrekcji Kolei Wschodniej. W Bydgoszczy pozostał jednak tylko do 1867, kiedy to objął funkcję dyrektora kolei w Hanowerze. W wyniku wojny prusko-austriackej Prusy dokonały aneksji Królestwa Hanoweru. Efektem pracy von Maybacha było włączenie hanowerskiej sieci kolejowej do sieci kolei pruskiej. 
Upaństwowienie kolei stało się głównym motywem jego działalności zawodowej. Po zjednoczeniu Niemiec planom połączenia osobnych sieci kolejowych poszczególnych państw niemieckich i centralnemu zarządzaniu nimi na obszarze Rzeszy patronował Otto von Bismarck. 
W 1874 powierzył on Maybachowi kierownictwo utworzonego w 1873 Urzędu Kolei Rzeszy (Reichsbahnamt) w Berlinie, powołanego dla przeprowadzenia unifikacji kolejnictwa oraz przejęcia administracji linii kolejowych przez Rzeszę. Konieczne stało się opracowanie stosownych przepisów prawnych. Jednak po odrzuceniu w 1875 przez Bundesrat przygotowanego przy współudziale Maybacha projektu ustawy kolejowej, złożył on dymisję z zajmowanego stanowiska. 
Albert von Maybach pozostał pracownikiem Ministerstwa Handlu, a od 1879 powierzono mu stanowisko szefa nowo utworzonego Ministerstwa Robót Publicznych. Plany upaństwowienia linii kolejowych z powodzeniem urzeczywistnił na terenie Prus drogą szeroko zakrojonego, systematycznego wykupu linii kolejowych pozostających w rękach prywatnych. Dbał również o równomierny rozwój połączeń kolejowych tworzących funkcjonalną sieć, ujednolicenie taryfy kolejowej oraz decentralizację zarządzania. Przedmiotem zainteresowania Maybacha była także budowa dróg wodnych i wykorzystanie ich do transportu towarów masowych.
Maybach pozostał na stanowisku ministra robót publicznych do 1891, kiedy przeszedł na emeryturę. Obok działalności administracyjnej, dwukrotnie, w latach 1882-1888 i 1889-1893 był posłem do Sejmu pruskiego. Żonaty był z Marią z domu Brefeld. Miał trzy córki
Za zasługi dla rozwoju kolejnictwa otrzymał 14 marca 1888 pruskie szlachectwo i udekorowany został przez cesarza Fryderyka III Orderem Czarnego Orła.

## Honorowy Obywatel Bydgoszczy
29 maja 1889 magistrat i rada miejska Bydgoszczy nadała mu tytuł Honorowego Obywatela Bydgoszczy. Był to wyraz uznania dla jego zasług w rozwoju kolejnictwa, ważnego dla rozwoju Bydgoszczy. Uwzględniono przy tym jego pobyt w mieście w związku z pełnioną funkcją szefa bydgoskiej Dyrekcji Kolei Wschodniej.